# Savski Marof
Savski Marof je maleno selo, administrativno u sastavu Općine Brdovec. Prema popisu iz 2001. godine ima 35 stanovnika. Selo je udaljeno desetak kilometara od grada Zaprešića, prometno povezano sporednom cestom na državnu cestu D225 Harmica – Brdovec – Zaprešić. 
Savski Marof nalazi se na željezničkom koridoru prema Sloveniji. Odredište je prigradske željezničke linije Savski Marof – Zagreb – Dugo Selo. U Savskom Marofu započinje odvojak željezničke pruge prema Kumrovcu.

## Stanovništvo
| broj stanovnika |       |       |       | 59    | 23    | 57    | 41    | 77    | 58    | 84    | 110   | 83    | 76    | 34    | 35    | 29    | 16    |
|                 | 1857. | 1869. | 1880. | 1890. | 1900. | 1910. | 1921. | 1931. | 1948. | 1953. | 1961. | 1971. | 1981. | 1991. | 2001. | 2011. | 2021. |

## Znamenitosti
- Kompleks stare tvornice, zaštićeno kulturno dobro

## Šport
- NK Savski Marof